# Owaissa Lake, Algonquin Provincial Park
Owaissa Lake är en sjö i Kanada.   Den ligger i Nipissing District och provinsen Ontario, i den sydöstra delen av landet, 190 km väster om huvudstaden Ottawa. Owaissa Lake ligger 390 meter över havet.
I omgivningarna runt Owaissa Lake växer i huvudsak blandskog. Trakten runt Owaissa Lake är nära nog obefolkad, med mindre än två invånare per kvadratkilometer.